# Södra stambanan
Södra stambanan (ligne principale sud) est une ligne de chemin de fer du réseau ferroviaire suédois, entre Malmö et Stockholm, desservant entre autres Lund, Hässleholm, Nässjö, Linköping et Norrköping. La ligne est avec la Västra stambanan (Stockholm-Göteborg) une des plus fréquentées de Suède. Elle est utilisée pour le transport de marchandises et de passagers, que ce soit des trains régionaux, InterCity ou le train à grande vitesse X2000.

## Définition
L'appellation désignait initialement uniquement la ligne Malmö-Nässjö-Falköping où elle rejoignait la ligne Västra stambanan. Cependant, après l'ouverture de la ligne Östra stambanan (Nässjö–Katrineholm), qui réduisait le temps de trajet jusqu'à Stockholm, le nom fut de plus en plus utilisé pour désigner la ligne Malmö-Stockholm. Ceci fut finalement considéré comme la définition officielle en 1990 par Banverket.
Trafikverket définit la ligne comme étant uniquement la ligne partant de Malmö et se séparant au nord de Norrköping en une branche vers Katrineholm et une vers Järna (juste au sud de Södertälje), toutes deux étant situées sur la Västra stambanan, permettant ainsi de rallier Stockholm.

## Histoire

### La section Malmö-Lund
Lorsque le parlement suédois décida qu'il fallait construire un réseau de chemin de fer composé de grandes lignes construites par l'état, il apparut que les priorités étaient une ligne Stockholm-Göteborg et une ligne vers la Scanie pour rejoindre le réseau continental. Il y avait à l'origine plusieurs destinations possibles pour cette dernière : Ystad qui était alors un des ports les plus importants du pays, Helsingborg qui est la plus proche du Danemark, ou Malmö. C'est finalement Malmö qui fut choisi, grâce au combat de Malmö et Lund, et aussi parce que Malmö était le port le plus proche de Copenhague et que la ville universitaire de Lund était située sur le trajet.
Le 1er décembre 1856, le tronçon Malmö-Lund fut inauguré. Dès le début, la ligne fut un succès et les gares de Lund et Malmö sont restées parmi les plus fréquentées de Suède.

### À travers le Småland
Ensuite, la continuation vers le nord, à travers le Småland, fut discutée, et il fut décidé de ne pas passer par la ville de Växjö mais par des terres alors presque inhabitées à l'ouest de cette ville, la principale raison en étant le relief difficile et les nombreux lacs et marais. La connexion avec la ligne kust till kust-banan (Göteborg-Kalmar/Karlskrona) se fit donc à Alvesta. Il y eut cependant des problèmes pour faire passer la voie dans les zones les plus élevées, en particulier sur la commune de Sävsjö, où le terrain était à la fois accidenté et marécageux. Il fut dès lors décidé de ne pas passer par Komstad, localité qui était alors le centre de l'actuelle commune de Sävsjö, mais de construire la gare sur la rivière Sävsjöån, créant ainsi la ville de Sävsjö qui succéda à Komstad comme chef-lieu de commune.
La ligne fut prolongée en 1858 depuis Lund jusqu'à Höör, puis en 1860 jusqu'à Hässleholm, en 1862 jusqu'à Älmhult. La ligne fut finalement achevée jusqu'à Falköping en 1864, et mesurait alors 381 km pour un temps de trajet Malmö-Stockholm d'au moins 19h.

### Vers Stockholm
Afin d'avoir un trajet plus direct entre Malmö et Stockholm, il fut décidé au milieu des années 1860 de construite la ligne Östra stambanan entre Norrköping et Nässjö via Linköping et Tranås. Il y avait sur le chemin choisi plusieurs courtes sections de chemins de fer privés, qui ont été achetées et incorporées au tracé. La ligne ne fut terminée qu'en 1874, en partie en raison du relief difficile, mais aussi à cause de l'état des finances du pays, la construction des chemins de fer ayant été largement financée par des prêts à l'étranger dont les intérêts grevaient le budget de l'État. Il existait déjà une ligne entre Norrköping et Katrineholm, construite en 1860.

### Modernisation de la ligne
En raison du trafic important, en particulier en Scanie, la ligne a été rapidement élargie à deux voies sur certaines portions. En 1900, ce fut le cas entre Malmö et Lund, en 1904 entre Lund et Hässleholm. Un embranchement fut réalisé entre Åby, près de Norrköping et Järna en 1915 via Nyköping. En plus de desservir Nyköping, cette voie permettait de rejoindre la Västra stambanan vers Stockholm d'une autre façon, allégeant ainsi le trafic sur la section entre Katrineholm Stockholm. En 1933, la ligne fut totalement électrifiée. Il a ensuite fallu attendre la fin de la seconde Guerre mondiale pour continuer l'élargissement des voies. En 1958, la ligne fut doublée jusqu'à Norrköping, puis en 1964 jusqu'à Katrineholm.
En 1995, le train pendulaire X2000 fut introduit sur la ligne, permettant des vitesses de 200 km/h. Ceci, ajouté à la construction de la ligne Grödingebanan raccourcissant le trajet près de Stockholm, a permis de réduire le temps de parcours entre Malmö et Stockholm de 6h à 4h30.

## Projets
Plusieurs sections de la ligne sont actuellement très chargées. Ainsi, par exemple, sur la section Malmö-Lund, il y a aujourd'hui environ 380 trains par jour, et une augmentation du trafic est attendue, en particulier avec l'ouverture du Citytunneln à Malmö. Pour faire face à cette augmentation, le tronçon entre Malmö et Arlöv a été porté à 4 voies et une extension similaire sur le tronçon Arlöv-Flackarp (juste au sud de Lund) est prévue d'ici 2020. 
De plus, pour être compétitif face à l'avion, on estime que le temps de parcours entre Malmö et Stockholm (actuellement de 4 h 15 au minimum) devra être réduit d'une heure. Pour atteindre cet objectif, deux projets sont actuellement étudiés : une réduction de 40 min entre Stockholm et Gripenberg, avec la construction de la Götalandsbanan, et une réduction de 20 min entre Lund et Gripenberg en portant de 200 à 250 km/h la vitesse maximale entre Nässjö et Hässleholm. Ceci implique de nombreuses améliorations, telles que la suppression des derniers passages à niveaux et le changement du système de signalisation.